# Перелік пам'яток культурної спадщини, що не підлягають приватизації (Дніпропетровська область)
В Дніпропетровській області до переліку пам'яток культурної спадщини, що не підлягають приватизації, внесено 6 об'єктів культурної спадщини України.

## Дніпропетровська міська рада
| Найменування пам'ятки                                                  | Час створення                      | Місце розташування                                   | Охоронний номер |
| ---------------------------------------------------------------------- | ---------------------------------- | ---------------------------------------------------- | --------------- |
| Будинок, у якому жила О.А. Ган та народилася О.П. Блаватська           | початок XIX сторіччя               | м. Дніпропетровськ, вул. Князя Ярослава Мудрого, 11  | 6156            |
| Будинок головпоштамту                                                  | середина XIX - початок XX сторіччя | м. Дніпропетровськ, Проспект Дмитра Яворницького, 62 | 1524            |
| Будинок канцелярії генерала І.М. Інзова, в якому зупинявся О.С. Пушкін | 1802-1825 роки, 1820 рік           | м. Дніпропетровськ, просп. Дмитра Яворницького, 64   | 1525            |
| Будинок заводського клубу                                              | кінець XIX сторіччя                | м. Дніпродзержинськ, вул. Губи, 17                   | 2035            |

## Нікопольський район
| Будинок музею витончених мистецтв | початок XIX сторіччя | м. Нікополь, вул. Микитинська, 25 | 2145 |

## Царичанський район
| Укріплення Української лінії | 1731 рік | с. Рудка (південна околиця) | 1085 |